# نادي سيميرينغر
1. سيميرينجر إس سي هو نادي كرة قدم نمساوي مقره في فيينا . تأسس عام 1901 ، ولعب في الدوري النمساوي لكرة القدم .

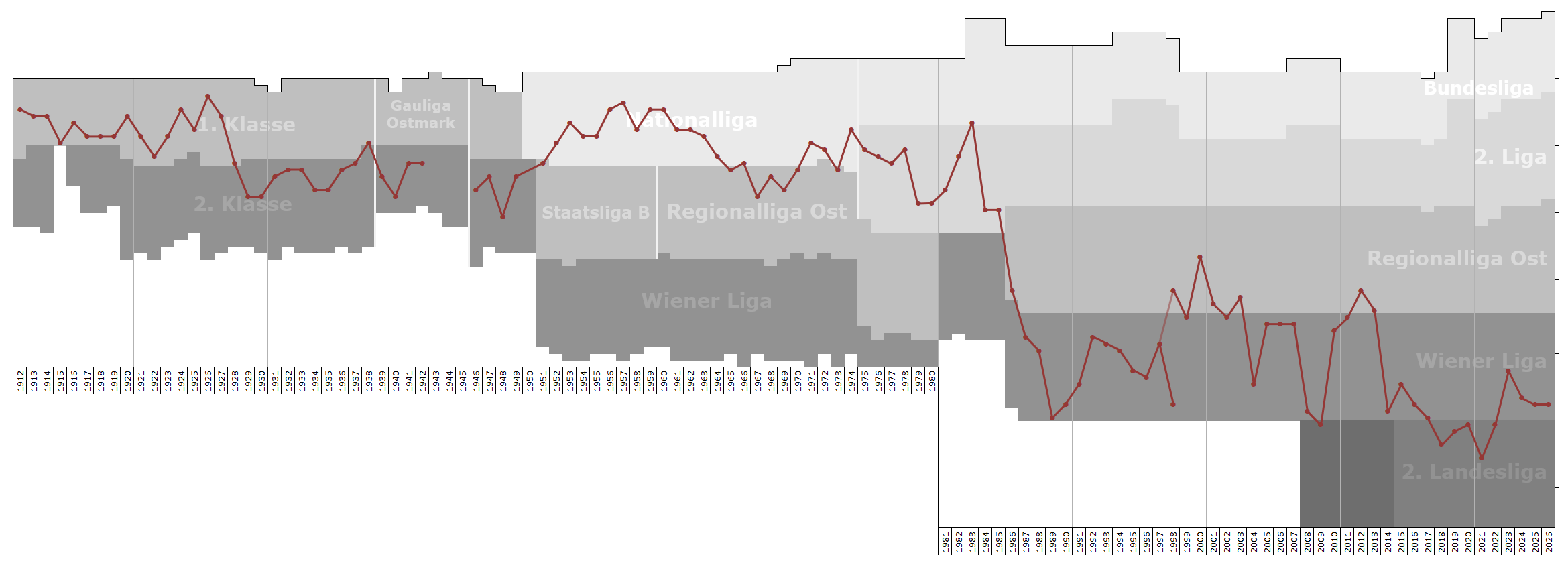
الرسم البياني التاريخي لأداء الدوري

## تاريخ
1. تأسس سيميرينجر إس سي في عام 1901 ولعب دورًا في أوائل بطولات الدوري النمساوية. احتل سيميرينجر إس سي المركز الخامس في أول دوري نمساوي الذي تم إطلاقه في عام 1912. لقد حققوا أكبر نجاح لهم في عام 1926 ، عندما احتلوا المركز الثالث . 
في عام 1920 ، شيد ملعب النادي ملعب سيميرينجر ، وهو ملعب يتسع لحوالي 40.000 متفرج ، انتهى به الأمر باستضافة عدد من المباريات الدولية النمساوية. 
1. لعب سيميرينجر إس سي أيضًا في دوري الدرجة الأولى بين عامي 1951 و 1964. أهم ما يميز النادي خلال هذه الفترة هو المشاركة في كأس ميتروبا لعام 1960 ، وهي مسابقة دولية للأندية، حيث تغلبوا على فيرينكفاروسي تي سي من المجر 2: 1 في مباراة الذهاب أمام 60 ألفًا. ومع ذلك ، فقد هزموا 5: 1 على أرضهم مما إبقاء النمسا في المركز الأخير في كأس ميتروبا. 
أفضل نجاح حديث للنادي حدث في عام 2001 ، عندما وصلوا إلى الدور الرابع من كأس النمسا 1999-2000 ، متغلبين على أندية دوري الدرجة الأولى. 
لعب النادي في الدوري الإقليمي الشرقي عام 2012 ، لكنه عانى من مشاكل مالية أدت إلى إعادة هيكلة مالية النادي. نتيجة لذلك ، انتهى بهم الأمر بالهبوط من دوري الدرجة الرابعة في فيينا.  اعتبارًا من عام 2020 ، يلعبون في الدرجة الخامسة لكرة القدم النمساوية. 

## مرتبة الشرف
- الدوري النمساوي الإقليمي الشرقي (4): 1951 ، 1965 ، 1970 ، 1973

## المدراء السابقون
| - يوهان هوفستاتر (1950–62) - توميسلاف كرنكوفيتش (1965-1966) - إريك ستروبل (1973–74) - رودي فلوجل (1976–79) - يوهان فرانك (1977-1979) - إرنست دوكوبيل (1979–83) - يوهان فرانك (1983-85) - أندرياس أوغريس (2001-2002) - أندرياس أوغريس (2005-06) - رودي فلوجل (2007–08) | - كارل براونيدر (2008-10) - دامير كندي (2010-11) - فولكان كهرمان (2011) - رومان فيليغر (2012) - روبرت كوركا (2012) - كريستيان بروزينيك (2012) - فولكان كهرمان (2012-) |  |

## روابط خارجية
- الموقع الرسمي